# الأسد والفأر
الأسد والفأر هي من خرافات إيسوب المعروفة. ومرقمة برقم 150 في مؤشر بيري.

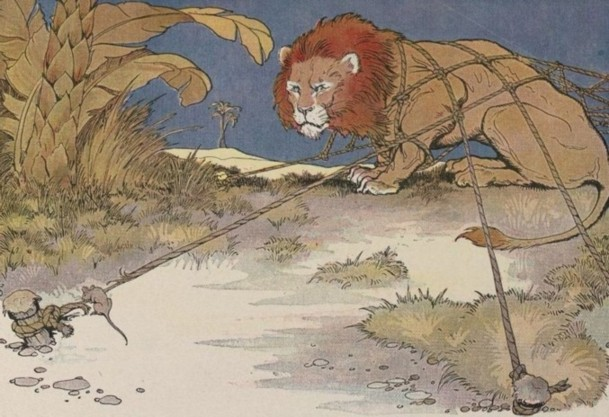
الأسد والفأر، رسم ميلو وينتر لطبعة أنثولوجية لكتابات إيسوب، 1919

## ملخص الخرافة

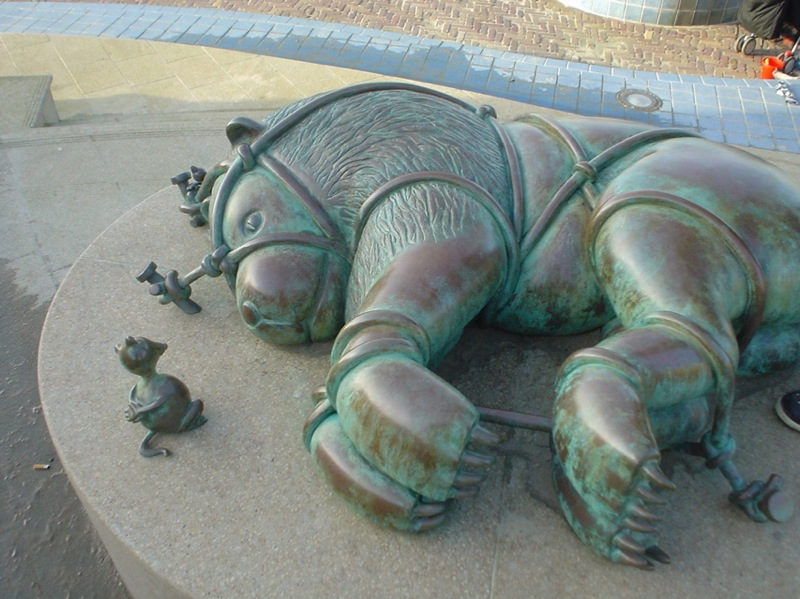
الأسد والفأر، نحت في متحف بيلدين آن زي في شيفيننغن هولندا

في يوم من الأيام، كان هناك فأر صغير يمر بجانب أسد نائم، عندها استيقظ الأسد وأمسكه بمخالبه. حاول الجرذ إقناع الأسد بأنه يمكن أن يساعده بطريقة ما. منحه ملك الغابة الحرية، لأن الفأر الصغير جعله يضحك لأنه كحيوان صغير الحجم كيف يمكنه مساعدة مثل هذا الحيوان الكبير. وفي رواية أخرى أن قال الفأر له أنه فريسة لا تستحق ولن تجلب الأسد أي شرف ولذلك تركه الأسد.
وفي أحد الأيام، سقط الأسد في فخ، وبذل جهودًا للهرب بلا جدوى. ثم ظهر الفأر وبدأ في نخر حبال الفخ بهدوء. وأخيرا تمكن من تحرير الأسد وبالتالي رد جميله.

## المغزى الأخلاقي
- الجزاء من جنس العمل. وإذا فعلت الخير سيعود عليك بالخير.
- لا تستهين بأحد حتى وإن كان صغير الحجم.
- لا تعتقد أنك أفضل من الآخرين لأن الجميع متساوون
- يمكن للأصدقاء الصغار إثبات أنهم أفضل الحلفاء.